# Kaapse jan-van-gent
De Kaapse jan-van-gent (Morus capensis) is een vogel uit de familie van genten (Sulidae).

## Kenmerken
De Kaapse jan-van-gent lijkt sterk op de noordelijke jan-van-gent die in Canada en Europa broedt. Hij heeft dezelfde afmetingen en bijna dezelfde zwart wit verdeling in het verenkleed. De Kaapse jan-van-gent heeft meer zwart op de vleugel, een zwarte rand langs de hele vleugel en hij heeft een zwarte staart.

## Verspreiding en leefgebied
Het is een zeevogel met een verspreidingsgebied rond Zuid-Afrika en Namibië. Er zijn kolonies op drie eilanden voor de kust van Zuid-Afrika en op drie eilanden voor de kust van Namibië. Een daarvan Vogeleiland (Lambertsbaai) is uitstekend toegankelijk voor vogelliefhebbers. Buiten de broedtijd verblijven de genten meestal binnen 120 km van zeekusten. Ze volgen vissersschepen en foerageren vaak op de overboord gegooide bijvangst.

## Status
De Kaapse jan-van-gent is een bedreigde diersoort omdat in 2017 bleek dat de populatie in de periode  van drie generaties 50 tot 79% in aantal was afgenomen, vooral door de ineenstorting van de ansjovispopulatie (Engraulis capensis) voor de kust van Namibië. Andere bedreigingen waren een olieramp, de exploitatie van guano op de eilanden en de predatie van jonge genten door pelikanen (ook door gebrek aan vis). Daarom staat deze zeevogel als bedreigd op de Rode Lijst van de IUCN.